# Поздянка (деревня)
Поздянка — деревня в Берёзовском районе Пермского края. Входит в состав Переборского сельского поселения.

## Географическое положение
Расположена в устье реки Поздянка, в месте впадения её в реку Шаква, к северо-западу от райцентра, села Берёзовка.

## Население
| 2010 | 2014 | 2015 | 2016 |
| ---- | ---- | ---- | ---- |
| 20   | ↗99  | ↘96  | ↘94  |

## Улицы
- Подгорная ул.
- Центральная ул.

## Топографические карты
- Лист карты O-40-79. Масштаб: 1 : 100 000. Издание 1980 г.